# Eudonia echo
Eudonia echo là một loài bướm đêm thuộc họ Crambidae. Nó được tìm thấy ở British Columbia to California.
Sải cánh dài khoảng 15 mm. Con trưởng thành bay từ tháng 8 đến tháng 10 in California.

## Phụ loài
- Eudonia echo echo (Vancouver Island, tây bắc Washington)
- Eudonia echo gartrelli (British Columbia to California)